# Goče
Goče so majhno staro kraško gručasto naselje na vrhu enega od vipavskih gričev, obdano z vinogradi. Vas leži severno od ceste Vipava-Štanjel, od obeh je oddaljena 8 km. Spada v občino Vipava. Zanimivo strnjeno naselje s kamnitimi hišami je bilo v goriških urbarjih prvič omenjeno leta 1376. 

## Zgodovina
Cerkev sv. Andreja prvič omenja dokument iz leta 1440, ko naj bi bila cerkev ponovno posvečena, kar pomeni, da je bila na tem mestu že nekoč prej. Redno delo šole na Gočah se je začelo leta 1851, ni pa izključeno, da je pouk potekal že prej, saj je v župnijskem arhivu seznam otrok, ki so godni za šolanje, iz leta 1819. Del rihemberškega gospostva so bile Goče do 1753, ko so prešle pod vipavsko gospostvo.   
Goče so od nekdaj znane predvsem po trti in vinu. Tako na primer Ilirski list leta 1846 poroča o prvi sadjarski razstavi v Ljubljani, kjer je bilo kot izredno zanimivo omenjeno, da sta goški župnik Valentin Kodre in posestnik Janez Ferjančič na razstavo poslala 28 sort belega in rdečega grozdja, 'od tega večina žlahtnih'. Med temi je pisec posebej omenil sorto 'oberfelder' (vrhpoljc), iz katere pridelujejo vino, ki ga ljudje poznajo pod imenom Kin... (Kindermacher), s katerim bi lahko kranjska vina, če bi jih dovolj pridelali, bila pomembna tudi za izvoz, saj bi se to vino lahko primerjalo z najboljšimi francoskimi vini.
Leta 1880 je imela občina Goče 510 prebivalcev. 1889 je v vasi živelo 667 prebivalcev v 105 hišah, leta 1900 pa je število prebivalcev padlo pod 500 in so za deželnozborske volitve ukinili volišče v občini Goče, tako da so krajani Goč, Erzelja, Lož, Manč in Slapa volili v Vipavi. V šoli na Gočah se je leta 1889 šolalo 123 otrok iz občin Goče in Lože (ta je vključevala tudi vas Manče).Po Rappalski pogodbi so skupaj z ostankom Postojnskega okraja tudi Goče postale del Kraljevine Italije, ki je izvedla popis prebivalstva leta 1921. Občina Goče je takrat štela 459 prebivalcev. S kraljevim odlokom od 18. januarja 1923 je občina prešla v Goriško okrožje Videmske pokrajine, to pa je bilo povezano tudi z izgubo občinske avtonomije. Sledila je ukinitev okrajnega sodišča v Vipavi in posledično priključitev k ajdovskemu sodnemu okraju. Leta 1927 je z reorganizacijo državne uprave bila ustanovljena Goriška pokrajina, v katero je spadala občina Goče (s poitalijančenim imenom Gozza), Spremembe italijanske zakonodaje v letu 1926 so imele za posledico prenehanje mandata županov in občinskih svetov v občinah z manj kot 5000 prebivalci in združevanje občin v unije, s čimer so se upravno praktično združile občine Goče, Budanje, Slap, Vrhpolje, Lože in Vipava pod upravo istega podeštata.   

## Arhitekturna dediščina
To nekdanje bogato naselje je z vseh strani zaprto. Grajeno je v obliki andrejevega križa, saj so si Gočani svetega Andreja izbrali za svojega zavetnika. Hiše so v celoti grajene iz kamna, pokrite pa s korci, nekatere celo s skrili.
Mnoge hiše imajo nad portali vklesane letnice iz 17. in 18. stoletja. Tudi ulice ali gase, kot jim domačini pravijo, so nekaj posebnega. Tesno so stisnjene, po navadi niso širše od metra. Vrata vodijo v borjače. Druga znamenitost so obokane goške kleti. Vsak gospodar ima po dve, tri ali celo več, ohranjenih je več kot 60. V mnogih od njih lahko najdemo živo vodo. Precej prebivalcev se še ukvarja s kmetijstvom.
V središču vasi stoji cerkev svetega Andreja (1655) z lepim kamnitim portalom in z zvonom iz leta 1706. Med cerkvijo in pokopališčem so razmeščeni štirje pili - kamnite postaje križevega pota. Žal so reliefi na njih zelo dotrajani. Umetnostno-zgodovinsko pomembna sta pokopališka kapela in vhod na pokopališče nad vasjo. Na hribu nad vasjo je Cerkev Marije Snežne. V vasi je podružnična osnovna šola.
Goče so v svojem osrednjem delu obdržale videz izpred dveh in več stoletij. Vaško jedro je v celoti kulturni spomenik. 
Goče so rojstni kraj Ivana Mercine, glasbenega učitelja, pisca knjige Slovenski pritrkovavec (o zvonoglasju).

## Prebivalstvo
Etnična sestava 1991:
- Slovenci: 222 (96,5 %)
- Hrvati: 2
- Neznano: 6 (2,6 %)